# Santos Dumont
Santos Dumont là một đô thị thuộc bang Minas Gerais, Brasil. Đô thị này có diện tích 637,377 km², dân số năm 2007 là 47240 người, mật độ 75,5 người/km².